# Dél-Szudán a 2016. évi nyári olimpiai játékokon
Dél-Szudán a brazíliai Rio de Janeiróban megrendezett 2016. évi nyári olimpiai játékok egyik részt vevő nemzete volt. Az országot az olimpián 1 sportágban 3 sportoló képviselte, akik érmet nem szereztek. Dél-Szudán első alkalommal vett részt az olimpiai játékokon.

## Atlétika
Férfi
| Versenyző     | Versenyszám | Előfutam | Előfutam | Előfutam | Elődöntő | Elődöntő | Elődöntő | Döntő   | Döntő    |
| Versenyző     | Versenyszám | Idő      | Hely.    | Össz.    | Idő      | Hely.    | Össz.    | Idő     | Helyezés |
| ------------- | ----------- | -------- | -------- | -------- | -------- | -------- | -------- | ------- | -------- |
| Santino Kenyi | 1500 m      | 3:45,27  | 12.      | 24.      | kiesett  | kiesett  | kiesett  | kiesett | kiesett  |
| Guor Marial   | Maraton     |          |          |          |          |          |          | 2:22:45 | 82.      |

Női
| Versenyző      | Versenyszám | Előfutam | Előfutam | Előfutam | Elődöntő | Elődöntő | Elődöntő | Döntő   | Döntő    |
| Versenyző      | Versenyszám | Idő      | Hely.    | Össz.    | Idő      | Hely.    | Össz.    | Idő     | Helyezés |
| -------------- | ----------- | -------- | -------- | -------- | -------- | -------- | -------- | ------- | -------- |
| Margret Hassan | 200 m       | 26,99    | 8.       | 71.      | kiesett  | kiesett  | kiesett  | kiesett | kiesett  |